# Draft NFL 1974
Il Draft NFL 1974 si è tenuto dal 29 al 30 gennaio 1974. Ognuna delle 26 squadre della NFL ebbe 17 selezioni per un totale di 442 chiamate.
Molti esperti ritengono che i Pittsburgh Steelers abbiano compiuto le migliori scelte nella storia di un draft NFL (o addirittura della storia dello sport professionistico) dal momento che essi selezionarono quattro giocatori che in seguito furono inseriti nella Pro Football Hall of Fame (Lynn Swann, Jack Lambert, John Stallworth e Mike Webster). Le altre squadre più vicine a un tale successo nel draft scelsero al massimo due futuri Hall of Famer (compresi gli stessi Pittsburgh Steelers nel 1970).

## Primo giro
|  | = Pro Bowler |

|  | = Hall of Famer |

| Scelta | Squadra                                                      | Giocatore           | Ruolo            | College              |
| ------ | ------------------------------------------------------------ | ------------------- | ---------------- | -------------------- |
| 1      | Dallas Cowboys (From Houston Oilers)                         | Ed "Too Tall" Jones | Defensive end    | Tennessee State      |
| 2      | San Diego Chargers                                           | Bo Matthews         | Running back     | Colorado             |
| 3      | New York Giants                                              | John Hicks          | Guardia          | Ohio State           |
| 4      | Chicago Bears                                                | Waymond Bryant      | Linebacker       | Tennessee State      |
| 5      | Baltimore Colts                                              | John Dutton         | Defensive End    | Nebraska             |
| 6      | New York Jets                                                | Carl Barzilauskas   | Defensive tackle | Indiana              |
| 7      | St. Louis Cardinals                                          | J.V. Cain           | Tight end        | Colorado             |
| 8      | Detroit Lions (dai New Orleans Saints)                       | Ed O'Neil           | Linebacker       | Penn State           |
| 9      | San Francisco 49ers (dai New England Patriots)               | Wilbur Jackson      | Running Back     | Alabama              |
| 10     | San Francisco 49ers                                          | Bill Sandifer       | Defensive Tackle | UCLA                 |
| 11     | Los Angeles Rams (dai Philadelphia Eagles)                   | John Cappelletti    | Running Back     | Penn State           |
| 12     | Green Bay Packers                                            | Barty Smith         | Running Back     | Richmond             |
| 13     | New Orleans Saints (From Detroit Lions)                      | Rick Middleton      | Linebacker       | Ohio State           |
| 14     | Denver Broncos                                               | Randy Gradishar     | Linebacker       | Ohio State           |
| 15     | San Diego Chargers (Dai Cleveland Browns)                    | Don Goode           | Linebacker       | Kansas               |
| 16     | Kansas City Chiefs                                           | Woody Green         | Running Back     | Arizona State        |
| 17     | Minnesota Vikings (Dagli Atlanta Falcons)                    | Fred McNeill        | Linebacker       | UCLA                 |
| 18     | Buffalo Bills                                                | Reuben Gant         | Tight End        | Oklahoma State       |
| 19     | Oakland Raiders                                              | Henry Lawrence      | Defensive Tackle | Florida A&M          |
| 20     | Chicago Bears (Dai Washington Redskins via Los Angeles Rams) | Dave Gallagher      | Defensive End    | Michigan             |
| 21     | Pittsburgh Steelers                                          | Lynn Swann          | Wide receiver    | USC                  |
| 22     | Dallas Cowboys                                               | Charley Young       | Running Back     | North Carolina State |
| 23     | Cincinnati Bengals                                           | Bill Kollar         | Defensive Tackle | Montana State        |
| 24     | Baltimore Colts (Dai Los Angeles Rams)                       | Roger Carr          | Wide Receiver    | Louisiana Tech       |
| 25     | Minnesota Vikings                                            | Steve Riley         | Defensive Tackle | USC                  |
| 26     | Miami Dolphins                                               | Donald Reese        | Defensive End    | Jackson State        |

## Hall of Fame
All'annata 2012, cinque giocatori della classe del Draft 1974 sono stati inseriti nella Pro Football Hall of Fame:
- Jack Lambert, Linebacker dalla Kent State University scelto nel secondo giro come 46º assoluto dai Pittsburgh Steelers.

Induzione: Professional Football Hall of Fame, classe del 1990.
- Mike Webster, Center dalla University of Wisconsin–Madison scelto nel quinto giro come 125º assoluto dai Pittsburgh Steelers.

Induzione: Professional Football Hall of Fame, classe del 1997.
- Lynn Swann, Wide Receiver da USC scelto nel primo giro come 21º assoluto dai Pittsburgh Steelers.

Induzione: Professional Football Hall of Fame, classe del 2001.
- Dave Casper, Tight End dalla University of Notre Dame scelto nel secondo giro come 45º assoluto dagli Oakland Raiders.

Induzione: Professional Football Hall of Fame, classe del 2002.
- John Stallworth, Wide Receiver da Alabama A&M scelto nel quarto giro come 82º assoluto dai Pittsburgh Steelers.

Induzione: Professional Football Hall of Fame, classe del 2002.